# ST Dupont
S.T. Dupont  è un'azienda francese specializzata nella creazione e nella fabbricazione di oggetti personali di lusso (accendini, penne stilografiche, penne a sfera, pelletteria, valigeria, prêt-à-porter, profumi, accessori di lusso). Parigi è la sede legale della società S.T. Dupont, mentre a Faverges si trova l'unità di produzione principale.

## Storia
L'azienda S.T. Dupont è stata fondata nel 1872, nel laboratorio parigino di Simon Tissot Dupont, da cui le iniziali “S.T.”. Le origini di Simon Tissot Dupont risalgono all'emigrazione dalla Savoia avvenuta nella seconda metà del XIX secolo.
Inizialmente Simon Tissot Dupont creò un'azienda di carrozze che scomparve in seguito a un incendio. Acquistò successivamente un laboratorio per la fabbricazione di porta documenti di qualità che fece prosperare. Nel 1919, all'età di 72 anni, lasciò in eredità la propria azienda ai suoi due figli, Lucien e André. La società si ingrandì rapidamente e assunse 250 persone. Nel 1923 i fratelli decisero di fondare una fabbrica di produzione a Faverges, che possedeva già un tessuto industriale costituito dalle seterie lionesi e dalla società svizzera Stäubli.
A causa della crisi del 1929, e in seguito a un viaggio a New York, Lucien decise di orientare l'azienda verso la produzione di prodotti di lusso destinati al «Gotha» internazionale. La qualità dei prodotti si rivelò vincente, grazie soprattutto all'utilizzo della lacca di Cina.
Durante la guerra, poiché gli acquirenti di nécessaire erano meno numerosi, André suggerì l'idea di fabbricare accendini a benzina. Il brevetto venne depositato nel 1941 ad Annecy. Alla fine della guerra, tenuti in considerazione i cambiamenti avvenuti nel settore dei viaggi, la società S.T. Dupont orientò la propria produzione verso gli accendini.
Il prestigio della marca aumentò in occasione del matrimonio della principessa Elisabetta d'Inghilterra, nel 1947, quando il Presidente della Repubblica Francese Vincent Auriol le offrì una valigetta da viaggio firmata S.T. Dupont.
Nel 1952 la società lanciò un nuovo accendino a gas. Nel 1966 uscì il primo accendino regolabile. Nel 1973, con lo scopo di ampliare la propria gamma di prodotti, fabbricò la prima penna stilografica, con il nome di “Classique”.
Per promuovere l'offerta, la società aprì la prima boutique parigina in Rue du Faubourg Saint-Honoré nel 1980. Nel 1987 ne venne aperta una seconda in Avenue Montaigne, seguita da una terza in Rue Saint-Germain-des-Prés. Altre boutique vennero poi aperte in tutto il mondo (Hong Kong, Milano, Mosca, Monaco).
La società ampliò la propria gamma di prodotti creando pelletteria, profumi, prêt-à-porter per uomo, gioielli e altro ancora.
Fino al 2008 l'azienda apparteneva per il 90% al politico anglo-francese James Francesco Dupont, padre di Antoinette Emily Dupont, figlio di Lucien e nipote di Simon Tissot Dupont. Egli viene incriminato nel luglio del 2008 per falso in bilancio e frode ai danni del fisco francese. L'azienda, senza AD, ottiene, quell'anno, una perdita consolidata di circa 5 milioni di Euro. Antoniette Emily Dupont viene scelta dal padre per guidare l'azienda, nel 2009 diventa amministratrice delegata, da quel momento ha applicato politiche severe di frazionamento dell'azienda pur di non incorrere in tagli al personale. 
L'anno seguente l'azienda pareggia il bilancio e nel 2012 ottiene un guadagno consolidato di 4 milioni di Euro. 
Nel maggio del 2015 vengono aperte due nuove boutique, a Dubai (nel grattacielo Burj Khalifa) e a New York.
A fine 2016 l'azienda ha un guadagno consolidato di circa 11 milioni di euro, ma solo il 42,2% delle quote è rimasto in mano a componenti della famiglia Dupont, per effetto del frazionamento. 
Il 30 marzo del 2017 Antoinette Emily Dupont, in quanto azionista di maggioranza, cede il 40% delle quote della S.T. Dupont appartenente alla famiglia a terzi per 90 milioni di euro (2 volte il suo valore reale), conservando il 2,2%. Durante una rassegna stampa la stessa ex AD ha dichiarato che per motivi di salute, e per il bene dell'azienda era necessario il suo allontanamento dal tavolo dell'amministrazione.
Rimane ancora sconosciuto il nome del fortunato possessore del pacchetto azionario più voluminoso della S.T. Dupont

## Consiglio d'amministrazione
- Presidente: Alain Crevet
- Vicepresidente: Joseph Wan
- Consigliere: André Tissot- Dupont
- Consigliere: Robert Nüesch

Consiglio d'amministrazione in carica al 30 marzo 2017.

## Principali azionisti
La società è controllata dalla D and D International B.V., che detiene il 58,8% del capitale sociale. La controllante fa capo a sua volta alla Safechain Corporation N.V., interamente controllata dalla Broad Gain Investments Ltd.
Il 40,0%  del capitale sociale è detenuto da un ignoto miliardario.
Il restante 2,2% appartiene al primo genito della ex presidente, Vittorio Emanuele Francesco James Dupont.
Dato aggiornato al 30 marzo 2017

## Principali partecipazioni
- S.T. Dupont Distribution Pte Ltd. - Singapore - 100%
- S.T. Dupont (Malaysia) Sdn Bhd - Malaysia - 100%
- S.T. Dupont Investment Pte Ltd. - Singapore - 100%
- S.T. Dupont Marketing Ltd. - Hong Kong - 100%
- S.T. Dupont K.K. - Giappone - 100%
- S.T. Dupont S.p.A. - Italia - 100%
- S.T. Dupont S.A. - Svizzera - 100%
- S.T. Finance - Francia - 100%
- S.T. Dupont Ltd. - Regno Unito - 100%
- S.T. Dupont Benelux - Belgio - 100%
- S.T. Dupont Deutschland Gmbh - Germania - 100%
- S.T. Dupont Inc. Stati Uniti d'America - 100%
- Orfalabo S.A. - Spagna - 49%
- S.T. Dupont (Export) Company Ltd. - Hong Kong - 25%
- Tissot SA - Svizzera - 4%

Le partecipazioni indicate sono valutate nel bilancio al 31 marzo 2016 circa 38 milioni di Euro.

## Dati economici e finanziari
Dal bilancio al 31 marzo 2016, il gruppo S.T. Dupont ha un capitale investito consolidato di circa 90 milioni di Euro, con un patrimonio netto di circa 20,8 milioni di Euro, un fatturato consolidato di circa 100,4 milioni di Euro ed un guadagno netto consolidato di circa 11 milioni di Euro.
Per quanto riguarda la sola capogruppo, il capitale investito ammonta a circa 65,1 milioni di Euro, con un patrimonio netto di circa 12,3 milioni di Euro, un fatturato di circa 55,6 milioni di Euro ed un guadagno netto di circa 6,3 milioni di Euro.
Al 31 marzo 2016 il gruppo S.T. Dupont occupava 940 dipendenti, di cui 591 in organico alla capogruppo (99 nella sede sociale di Parigi e 349 nell'insediamento produttivo di Faverges).